# گمینا شتنو
گمینا شتنو (به لهستانی:  Gmina Sitno) یک گمینا در لهستان است که در شهرستان زاموشتش واقع شده‌است. گمینا شتنو ۱۱۲٫۰۷ کیلومتر مربع مساحت و ۶٬۸۵۵ نفر جمعیت دارد.